# Dana (chanteuse)
Pour les articles homonymes, voir Rosemary Brown, Brown et Dana.
Dana Rosemary Scallon (née Rosemary Brown le 30 août 1951 à Derry, Irlande du Nord) est une chanteuse et une femme politique irlandaise.
En 1970, elle représente l’Irlande au Concours Eurovision de la chanson avec le titre All Kinds of Everything et remporte la compétition. La chanson est un succès en Irlande, au Royaume-Uni, en Australie et à Singapour.
Elle continue à avoir du succès en Irlande et au Royaume-Uni pendant les années 1970 et travaille comme animatrice pour la télévision et la radio irlandaise. Croyante, elle chante un répertoire sacré et notamment Totus Tuus à l’occasion de la visite du pape Jean-Paul II en Irlande en 1979.
Elle continue à faire des tournées mais au milieu des années 1980, la chanteuse se lance dans la politique. Elle a des opinions conservatrices sur la société et soutient un mouvement anti-avortement. Elle était candidate aux élections présidentielles irlandaises en 1997 et 2011, et fut députée européenne entre 1999 et 2004.

## Discographie
Singles
- 1970 : All Kinds of Everything (Grand Prix Eurovision)
- 1971 : Who Put the Lights Out
- 1971 : New Days - New Ways
- 1975 : Please Tell Him That I Said Hello
- 1975 : It's Gonna Be a Cold Cold Christmas
- 1975 : Bau dein Haus auf Liebe
- 1976 : Never Gonna Fall in Love Again
- 1976 : Fairytale
- 1977 : I Love How You Love Me
- 1977 : Put Some Words Together
- 1979 : Something's Cookin' in the Kitchen
- 1982 : I Feel Love Comin' On
- 1983 : If You Really Love Me'

Albums
- 1970 : All Kinds of Everything
- 1974 : The World of Dana
- 1975 : Have a Nice Day
- 1976 : Love Songs and Fairytales
- 1979 : The Girl Is Back
- 1980 : Everything Is Beautiful
- 1981 : Totally Yours
- 1982 : Magic
- 1983 : Let There Be Love
- 1984 : Please Tell Him That I Said Hello
- 1985 : If I Give My Heart to You
- 1987 : In The Palm of His Hand
- 1987 : No Greater Love
- 1989 : The Gift of Love
- 1990 : All Kinds of Everything (compilation)
- 1991 : Dana's Ireland
- 1991 : The Rosary
- 1992 : Lady of Knock
- 1993 : Hail Holy Queen
- 1993 : Say Yes !
- 1995 : The Healing Rosary
- 1996 : Dana the Collection
- 1997 : Humble Myself
- 1997 : Forever Christmas
- 1997 : Heavenly Portrait
- 1998 : The Best of Dana
- 1998 : Stations of the Cross
- 2004 : Perfect Gift
- 2005 : In Memory of Me
- 2006 : Little Baby: Songs for Life
- 2006 : Totus Tuus
- 2007 : Good Morning Jesus!